# Lolle van Houten
Lolle van Houten (Leeuwarden, 5 september 1944 – aldaar, 30 januari 2008) was een Nederlands bokser.

## Biografie
Van Houten bokste gedurende een periode van zeventien jaar nationale en internationale wedstrijden. Hij won twee nationale titels (1965 en 1970) en ontwikkelde zich vooral tussen 1965-1975 tot een der beste zwaargewichten van Europa. Hij kwam in verschillende landen uit voor Nederland, was lid van het nationaal boksteam en nam in eigen land deel aan verschillende toernooien.
Hij werd in 1944 geboren als de laatste in een gezin van tien kinderen. In navolging van enkele oudere broers ging hij naast zijn werk als stratenmaker trainen bij boks- en atletiekvereniging Frisia, in 1933 opgericht door Johan Poelsma. Ook generatiegenoot Rudi Koopmans (1948) trainde hier. Van Houten trouwde jong en kreeg drie kinderen.
In 1965 versloeg hij de destijds veelvuldig Nederlands kampioen Eddy Kiks, zoon van de drievoudig Nederlands kampioen Jan Kiks, tijdens de halve finale in het Amsterdamse hotel Krasnapolsky. Ook in de finale in de Rotterdamse Rivièrahallen tegen Joop Walda liet hij zijn typische stijl zien: snel, technisch scherp, en een sterke conditie. Daarmee won hij, voor een publiek dat voor een groot deel uit Friezen bestond. De Leeuwarder Courant kopte de dag na de wedstrijd: 'Fries verrast bokswereld'.
In 1970 behaalde van Houten mede dankzij Cambuur-trainer en oud-bokser Jan Bens voor de tweede keer de nationale zwaargewichttitel. Hij won de finalepartij van Hennie Thoonen. Vooral hierna nam Van Houten deel aan internationale wedstrijden.
Na enkele zware knock-outs in de jaren zeventig sloot van Houten zijn bokscarrière af. Hij ontwikkelde zich in deze tijd tot het gezicht van de Leeuwarder beveiliging. Hij werkte als portier aan verschillende 'gevaarlijke deuren'. In de jaren tachtig trok hij zich terug van de 'deur', nadat zijn oudste zoon bij een verkeersongeluk om het leven was gekomen. Hij begon zijn eigen sportschool 'Lolle van Houten', waar fitness en bodybuilding centraal stonden. Hijzelf werd daar de wandelende reclame van.
Van Houten was een veelzijdig sportman. Naast het boksen en bodybuilden reed hij twee keer de Elfstedentocht (1963 en 1986) en liep hij marathons.
In januari 2008 overleed hij plotseling aan een hartstilstand. SC Cambuur hield een minuut stilte op het veld voor de Leeuwarder.

## Trivia
In 1970 liep hij met plaatsgenoot en bokser Piet Rozendaal over de pas geopende Ketelbrug, van het Leeuwarder café Don Quichotte naar het gelijknamige etablissement in Amsterdam. De zogeheten 'Ketelbruglopers' haalden met hun tocht van 181 km de nationale televisie en verschenen in Van Gewest tot Gewest.

## Belangrijkste titels en wedstrijden
Belangrijke titels en wedstrijden (onvolledig)
- Noordelijk kampioen junioren halfzwaargewicht (1960-1962)
- Noordelijk kampioen senioren halfzwaargewicht (1963)
- Noordelijk kampioen senioren zwaargewicht (1965)
- Nederlands kampioen zwaargewicht (1965)
- Nederlands kampioen zwaargewicht (1970)
- Internationaal "Holland Toernooi" (1970)
- Internationaal "Holland Toernooi" (1974)